# Años 1410
Los años 1410 o década del 1410 empezó el 1 de enero de 1410 y terminó el 31 de diciembre de 1419.

## Acontecimientos
- 1410: la batalla de Grunwald durante la guerra polaco-lituana-teutónica representa el comienzo del declive de la Orden teutónica.
- 1410-1413: la fundación de la Universidad de Saint Andrews en Escocia.
- 1412: Compromiso de Caspe, pacto establecido por representantes de los reinos de Aragón y Valencia y del principado de Cataluña para elegir un nuevo rey ante la muerte en 1410 de Martín I de Aragón sin descendencia y sin nombrar un sucesor aceptado.
- 1413: Cortes de Barcelona.
- 1414: Khizr Khan, delegado por Timur para ser el gobernador de Multan, se hace cargo de Delhi fundando la dinastía Sayyid.
- 1414-1418: el Concilio de Costanza, convocado para poner término al Cisma de Occidente.
- 1415: Enrique el Navegante lidera la conquista de Ceuta frente a los Benimerines que marca el comienzo del Imperio portugués.
- 1415: la batalla de Agincourt entre el reino de Inglaterra y Francia, supone una inesperada victoria de Enrique V de Inglaterra frente a los franceses y recuperando de esta forma territorio sobre suelo francés.
- 1415: Jan Hus, teólogo reformista, es quemado en la hoguera como hereje en el concilio de Constanza.
- 1416: el teólogo y reformador checo Girolamo da Praga (c.1370-1416) es quemado en la estaca por herejía.
- 1417: Martín V sucede a Gregorio XII como papa
- 1419: la Defenestración de Praga (1419) y las consiguientes Guerras husitas en Bohemia.
- 1419:  el archipiélago de Madeira es descubierto por los portugueses Tristão Vaz Teixeira y João Gonçalves Zarco.